# Luigi Pasinetti
Luigi Lodovico Pasinetti (Zanica, 12 settembre 1930 – Milano, 31 gennaio 2023) è stato un economista italiano.
Professore presso l'Università Cattolica del Sacro Cuore di Milano, vi ha anche svolto l'incarico di preside della Facoltà di Economia e Commercio negli anni 1980-1983. Ha insegnato presso l'Università di Cambridge. Dal 1974 ha fatto parte del Comitato scientifico della Fondazione Luigi Einaudi di Torino. I suoi contributi più rilevanti sono relativi alla distribuzione del reddito, la teoria del capitale, i modelli di crescita multisettoriale. Il suo nome è legato anche al teorema che afferma l'indipendenza del saggio di profitto dalla propensione di risparmio dei lavoratori.

## Contributi teorici

### Una formulazione matematica del sistema ricardiano
Il primo contributo significativo di Pasinetti alla teoria economica è stato probabilmente la formulazione matematica del sistema di David Ricardo pubblicata nel 1960 in un articolo oggi considerato un classico. In questo articolo Pasinetti presenta un'analisi molto concisa ed elegante degli aspetti di base dell'economia classica.

### L'equazione di Cambridge e il teorema di Pasinetti
Un articolo del 1956 di Kaldor fu all'origine di un altro contributo teorico di Pasinetti. Kaldor in Alternative Theories of Distribution aveva formulato una teoria sulla distribuzione del reddito che aveva definito "keynesiana", suscitando critiche accese perché questo tipo di questione non era mai stata trattata esplicitamente da Keynes. Pasinetti entrò in questo dibattito nel 1962 riuscendo a riformulare la stessa teoria senza fare uso dell'ipotesi restrittiva che aveva attirato le critiche su Kaldor nel 1956. Le conclusioni di Pasinetti portarono a numerosi altri contributi scientifici tra cui quelli del 1966 di Paul Samuelson e Franco Modigliani del MIT che scrissero un dettagliato articolo dove cercarono di minimizzare la generalità e le conseguenze delle sue conclusioni.

### L'equazione di Cambridge allargata al settore pubblico
Per tutti gli anni 70 il dibattito scientifico che si svolse sull'equazione di Cambridge cercò di renderla più generale e realistica. Nel 1972 con un articolo di Steedman si cercò di inserirvi il settore pubblico. Steedman dimostrò che anche inserendo il settore pubblico le soluzioni ammissibili di lungo periodo dell'equazione di Cambridge erano coerenti con la teoria di Pasinetti e non con quella di Samuelson-Modigliani.

### La controversia sulla teoria del capitale
Negli anni 60 Pasinetti partecipò a quella che oggi nella letteratura economica viene definita la controversia sulla teoria del capitale delle due Cambridge: Cambridge (Regno Unito), i cui principali rappresentanti erano Joan Robinson, Luigi Pasinetti, Piero Sraffa e Nicholas Kaldor e Cambridge, (Massachusetts U.S.A) i cui rappresentanti erano Paul Samuelson, Robert Solow, David Levhari e Edwin Burmeister.
Già l'economista John Bates Clark, nel tentativo di confutare la teoria di Marx sul sovrappiù, aveva suggerito che salari e profitti erano semplicemente da considerarsi come prezzi, derivanti dalla produttività marginale dei fattori di produzione, una teoria bene sintetizzata dalla famosa affermazione di J.B. Clark che "quanto ottiene una classe sociale, secondo la legge naturale, corrisponde al suo contributo alla produzione". In questo dibattito Veblen e Böhm-Bawerk avevano proposto teorie leggermente differenti ma sostanzialmente simili.
Nel 1930 Hayek riaprì il dibattito collegando i tassi di interesse minori con i metodi di produzione più indiretti, cioè con rapporti capitale/lavoro maggiori. Dato che il tasso di interesse per Hayek corrispondeva al prezzo del capitale, era chiaro che Hayek (come tutti gli economisti neoclassici) pensava che più bassi tassi di interesse avrebbero portato a metodi di produzione a maggiore intensità di capitale. Durante la Grande Depressione questo dibattito venne abbandonato ma nel 1953 Joan Robinson riaprì la questione con un articolo in cui sosteneva che nella funzione di produzione O = f(L,C) (dove L è la quantità di lavoro e C la quantità di capitale) non c'è modo di misurare il capitale che è composto da entità eterogenee. Nel 1962 Samuelson propose di risolvere il problema dell'aggregazione del capitale con un nuovo concetto, la funzione di produzione surrogata. Questa teoria però aveva delle incongruenze logiche note come problema del ritorno delle tecniche e del capital reversing.
Con un articolo del 1966 Pasinetti dimostrò che il teorema di David Levhari e Paul Samuelson che sosteneva l'impossibilità del ritorno delle tecniche a livello aggregato era errato. Le conclusioni erano assai impattanti e dimostravano che il concetto stesso di funzione di produzione non teneva dal punto di vista logico matematico.

### Lezioni di teoria della produzione
Il libro Lezioni di teoria della produzione venne pubblicato nel 1975 in Italia. Era pensato come libro di testo universitario ma aveva un contenuto teorico assai notevole. Nel testo vengono esposti gli antecedenti del modello che interessa Pasinetti, cioè la scuola fisiocratica, Quesnay e Marx. Poi viene esposto in modo chiaro e conciso il modello teorico di Piero Sraffa, utilizzando la matematica delle matrici. Secondo Pasinetti il più grande risultato di Sraffa è stata la dimostrazione che la distribuzione del reddito può essere trattata in modo indipendente dai prezzi e senza la necessità di utilizzare una teoria del valore lavoro.

### Altri contributi
In 1973 Pasinetti pubblicò l'articolo, The Notion of Vertical Integration in Economic Analysis, che rappresenta una pietra miliare per lo sviluppo di tutte le implicazioni analitiche del concetto e delle sue relazioni con gli schemi interindustriali di tipo Input-Output.
Nel 1981 Pasinetti pubblicò Structural Change and Economic Growth che conteneva la sua teoria sulla crescita di lungo periodo, alternativa al modello dominante degli economisti neoclassici.
Il libro Keynes and the Cambridge Keynesians (2007) è l'ultimo in ordine di tempo pubblicato da Pasinetti e fornisce un quadro dell'economia keynesiana come paradigma alternativo al modello neoclassico, enfatizzando il contributo degli economisti di Cambridge.

## Opere